# 挪威國徽
目前的挪威國徽啟用於1905年，由畫家埃里夫·彼得森設計，並在1937年由紋章官哈爾瓦爾德·特來特貝格重新設計。為盾徽，紅地，中繪有一隻持聖奧拉夫之斧的獅子。盾上方有王冠。